# Svend Aage Fauerholdt
Svend Aage Fauerholdt (født 17. maj 1938 i Kvolsbjerg ved Thisted) er en dansk politiker, der tidligere har repræsenteret Fremskridtspartiet og senere Dansk Folkeparti i hhv. Skive Kommunalbestyrelse, Folketinget og Viborg Amtsråd.
Fauerholdt er uddannet indenfor landbrug og var gennem årtier gårdejer. Fra 1973-1998 arbejdede han desuden ved Thrige Titans afdeling i Skive.
Hans politiske karriere begyndte, da han blev opstillet som folketingskandidat for Fremskridtspartiet i Skivekredsen i 1980. Han blev byrådsmedlem i Skive Kommune i 1982. I 1997 stillede han op for Dansk Folkeparti; både til byrådet, amtsrådet og Folketinget. Han blev genvalgt til kommunalbestyrelsen og var medlem frem til 1. maj 1998. Fra 1. januar til 30. april 1998 var han medlem af Viborg Amtsråd, og han blev valgt til Folketinget 11. marts 1998 og sad frem til valget 20. november 2001. Ved kommunalvalget i 2001 forsøgte han forgæves at blive borgmester i Skive, men partiet var med 10% af stemmerne langt fra at realisere det mål.
I 2006 markerede Fauerholdt sig som kritiker af Dansk Folkepartis topstyring, men blev efterfølgende sat på plads af Pia Kjærsgaard.